# Willi Schmidt (Politiker, 1934)
Willi Schmidt (* 16. April 1934 in Althornbach) ist ein ehemaliger deutscher Grundschullehrer und Politiker der SPD. Von 1979 bis 1996 gehörte er dem rheinland-pfälzischen Landtag als Abgeordneter an.

## Leben und Beruf
Schmidt besuchte die Volks- und die Oberrealschule, die er mit der mittleren Reife abschloss. 1951 begann er die Lehre zum Dreher, die er drei Jahre später mit der Facharbeiterprüfung abschloss. Bis 1959 arbeitete er in diesem Beruf, als er die Industriemeisterprüfung erfolgreich ablegte. Bis 1966 war er technischer Angestellter, daneben absolvierte er von 1961 an eine Aus- und Weiterbildung beim REFA, anschließend folgte die Ausbildung zum Vertragslehrer. Von 1967 bis zum Einzug in den Landtag 1979 war Schmidt als Grundschullehrer tätig, daneben war er REFA-Lehrer und besuchte ein Chorleiterseminar.

## Politik
Schmidt trat 1970 in die SPD ein, für die er bereits im Jahr zuvor in den Gemeinderat von Althornbach gewählt wurde. Zunächst bekleidete er ehrenamtlich das Amt des Beigeordneten, von 1973 bis 1997 war er Bürgermeister der Gemeinde. Daneben war er lang lange Vorsitzender des SPD-Ortsvereins, des Kreisverbands Pirmasens und des SPD-Unterbezirks Pirmasens-Zweibrücken sowie Mitglied des Bezirksparteiausschusses und des Landesausschusses. Daneben gehörte er der Arbeitsgemeinschaft der B-Gemeinden der Pfalzwerke AG an, ebenso dem Aufsichtsrat der Landsiedlung Rheinland-Pfalz GmbH, dem Kuratorium der Universität Kaiserslautern sowie der Gewerkschaft Erziehung und Wissenschaft.
Bei der Landtagswahl 1979 kandidierte Schmidt für den Landtag und verpasste zunächst den Einzug. Durch den Mandatsverzicht von Klaus von Dohnanyi durfte er jedoch nachrücken. 1983 und 1987 gelang ihm der Wiedereinzug, bei der Wahl 1991 gewann er das Direktmandat im Wahlkreis Pirmasens-Land. Nach der Wahl 1996 schied er aus dem Landtag aus. Im Landtag war er stellvertretender Vorsitzender des Ausschusses für Landwirtschaft, Weinbau und Forsten sowie Vorsitzender des Arbeitskreises der SPD-Landtagsfraktion, ebenfalls für diese Themen.
1994 gehörte Schmidt der 10. Bundesversammlung an, die Roman Herzog zum Bundespräsidenten wählte.

## Ehrungen
1990 wurde Willi Schmidt das Bundesverdienstkreuz am Bande verliehen. Die Gemeinde Althornbach ernannte ihn 1997 zum Ehrenbürger. Am 16. November 2021 erhielt er die Willy-Brandt-Medaille, welche von Kurt Beck überreicht wurde.

## Veröffentlichungen
- Mehr Gerechtigkeit wagen. Mathematische Logik statt politischer Willkür. Frankfurt am Main 2012, ISBN 3-8372-1049-9.